# Arsène Darmesteter
Pour les articles homonymes, voir Darmesteter.
Arsène Darmesteter, né le 5 janvier 1846 à Château-Salins et mort le 16 novembre 1888 à Paris 15e, est un érudit du judaïsme et philologue français.
Il est connu pour le Dictionnaire de la langue française, qu’il a rédigé avec Adolphe Hatzfeld, ouvrage majeur de la lexicographie française considéré comme une référence fondamentale pour de nombreuses études et dictionnaires bilingues sur la langue française dans le monde entier.

## Biographie
Fils cadet de Cerf Darmesteter, relieur-libraire juif lorrain et de Rosalie Brandeis, Darmesteter suit sa famille à Paris, lorsque celle-ci part s’établir, à la mort du grand-père, Calmann, également relieur, dans une rue sombre et étroite du quartier du Marais, espérant y trouver plus de facilités de travail et plus de ressources pour l’éducation de ses fils, qu’il espérait voir suivre les traditions de leur famille maternelle.
Il achève ses études à l'école supérieure du consistoire israélite de Paris, puis entame des études rabbiniques le destinant à la carrière de rabbin. Séduit par le scientisme alors triomphant, il renonce à cette voie. Brillant élève, Arsène obtient, sans autre instruction secondaire que celle du Talmud Tora de Paris, son baccalauréat à seize ans et sa licence à dix-huit ans en 1864. Il suit quelque temps les cours de philologie française à l'École impériale des chartes à partir de 1865 (dans la promotion 1869), puis rejoint la toute nouvelle École pratique des hautes études en 1868. En 1867 il est l’élève de Gaston Paris, grand spécialiste de l’étude du Moyen Âge. 
Le 13 juin 1877, il soutient ses deux thèses de doctorat ès lettres à la Faculté de Paris. La première, en français, traite de la création actuelle de nouveaux mots dans la langue française. La deuxième, en latin, s'intéresse à la chanson de geste de Floovant et au cycle mérovingien.
Lors de ses études à l'École des hautes études, il continue ses études sur les gloses françaises qui se trouvent dans des manuscrits hébreux du moyen âge entamées à la Bibliothèque nationale de Paris dans des missions en 1869 puis de 1872 à 1883 à la Bodléienne d'Oxford, au British Museum de Londres et à la bibliothèque de l'université de Cambridge, qu’il poursuivra par la suite dans les deux bibliothèques de Parme et de Turin. De 1872 à 1883, il est répétiteur de langues romanes à l’École des hautes études.
À trente et un ans, il occupe une maitrise de conférence de langue et littérature françaises du Moyen Âge créée pour lui en Sorbonne, et dès 1878, on crée, pour lui encore,  une chaire d’histoire de la langue française, au sein de la même université.
À partir de 1881, il est chargé de conférences de grammaire historique, puis professeur de français en 1882, à l'École normale supérieure de jeunes filles de Sèvres. Ces sept années de professorat ont donné lieu à la publication d’un Cours de grammaire historique de la langue française. Il enseigne également au Séminaire israélite de France (SIF).
Arsène Darmesteter est également le collaborateur de nombreuses revues telles que Romania, la Revue critique, La Revue internationale de l'enseignement. En 1879, il fonde également la Revue des études juives.
De 1877 à sa mort en 1888, il participe à de nombreuses soutenances de thèses de doctorat ès lettres, en qualité de membre du jury. Depuis 1871, il travaillait, avec ardeur, avec Adolphe Hatzfeld, à un Dictionnaire général de la langue méthodique, allant du commencement du XVIIe siècle jusqu’à l’époque moderne, organisé de manière logique et chronologique en tenant compte de l’origine des mots, de leur évolution et de leur usage, qui est précieux pour comprendre les changements de la langue française au fil des siècles. Enfin, en 1888, la préface de l’ouvrage précédé d'un traité de la formation de la langue écrite et le premier fascicule presque entièrement imprimé, Darmesteter est emporté, après une courte maladie, à la suite d'une affection du cœur dont il souffrait depuis longtemps et qu'il avait aggravée par un excès de travail. Il est enterré le 18 novembre au cimetière du Montparnasse. Il était l'époux de la célèbre peintre britannique Helena Hartog et le frère du linguiste James Darmesteter.

## Principales publications
- Traité de la formation des mots composés dans la langue française, comparée aux autres langues romanes et au latin, préface de Gaston Paris (1873)
- avec Adolphe Hatzfeld, Morceaux choisis des principaux écrivains en prose et en vers du XVIe siècle : publiés d'après les éditions originales ou les éditions critiques les plus autorisées, et accompagnés de notes explicatives, Paris, 1876 (lire en ligne sur Gallica). — Plusieurs fois réédité sous le titre Le Seizième Siècle en France : tableau de la littérature et de la langue, suivi de Morceaux en prose et en vers choisis dans les principaux écrivains de cette époque.
- De la création actuelle de mots nouveaux dans la langue française et des lois qui la régissent, thèse de doctorat, 1877.
- La Vie des mots étudiée dans leurs significations, 1887.

Ouvrages posthumes
- Reliques scientifiques, édité par James Darmesteter, 2 vol., 1890.
- Cours de grammaire historique de la langue française, avec Ernest Muret et Léopold Sudre, 1891-1897.
- avec Adolphe Hatzfeld et Antoine Thomas, Dictionnaire général de la langue française du commencement du XVIIe siècle à nos jours : précédé d'un traité de la formation de la langue, 1895-1900, 2 vol..t. 1 sur Gallica, t. 2 sur Gallica.
- avec D. S. Blondheim, Les Gloses françaises dans les commentaires talmudiques de Raschi, t. 1er, texte des gloses, Paris, 1929 (lire en ligne sur Gallica).
- Les Gloses françaises de Rachi dans la Bible : accompagnées de notes par Louis Brandin, et précédées d'une introduction par Julien Weill, Paris, 1909, 2e éd. (lire en ligne).
- Le Talmud, Revue des études juives, 1888. Réédité en 1890, à la Librairie Léopold Cerf. Réédité, préface de Moshé Catane, Paris, Allia, 1991 ; 1997.

## Hommages
De l'Académie française, il reçoit le prix Archon-Despérouses en 1878 et en 1884 et le prix Saintour en 1897.
La rue Darmesteter  dans le 13e arrondissement de Paris et une rue de Château-Salins portent le nom de Darmesteter en hommage aux travaux d'Arsène et de James Darmesteter.